# Разделительная стена
Разделительная стена — разновидность стен, служащих для физического разделения противоборствующих сторон. Могут разделять города, регионы и целые страны, часто выполняя защитную функцию (то есть укреплённая линия).

## Исторические разделительные стены
- Великая Китайская стена — строилась для защиты империи от кочевых племён начиная с III века до н. э. и по XVII век нашей эры. Сохранившиеся участки используются как туристический объект.
- Вал Адриана — построен римлянами в Британии, для обороны границ от пиктов.
- Вал Антонина — возведён после расширения римских владений в Британии.
- Берлинская стена между ГДР и ФРГ, была построена коммунистическими властями ГДР в 1961 году для остановки неконтролируемой массовой эмиграции и существовала до 9 ноября 1989 года.

## Существующие разделительные стены

### В Азии
- Пакистан построил барьер на границе с Афганистаном длиной в 2400 км.[источник не указан 4164 дня]
- Северокорейская пропаганда утверждает, что Южная Корея в 1970-е гг. построила сплошную стену вдоль всей демилитаризованной зоны[1]. На самом деле за фотографии стены выдавались изображения противотанковых барьеров на отдельных участках[2][3].
- В 2014 году завершена 900-километровая стена между Саудовской Аравией и Ираком[4].
- Кувейт строит стену длиной 215 км вдоль границы с Ираком.[источник не указан 4164 дня]
- Власти Йемена заявляют, что 600-километровая стена, построенная Саудовской Аравией[источник не указан 4164 дня], противоречит соглашениям, заключённым в 2000 году.
- Объединённые Арабские Эмираты строят забор на границе с Оманом.[источник не указан 4164 дня]
- Узбекистан отделился стеной от Таджикистана.[источник не указан 4164 дня]
- Таиланд отделяется забором от Малайзии.[источник не указан 4164 дня]
- Разделительная стена, отделяющая Израиль от Западного берега реки Иордан (исторические Иудея и Самария).
- Турция[5] построила стену против проникновения курдских повстанцев на территории приграничного района, оспариваемого Сирией.[источник не указан 4164 дня]
- Индийская стена, разделяющая Кашмир, протянулась на 550 км. Индийская сторона возвела ограждения вдоль 740-километровой линии с Пакистаном, сдвинув ограждения на территорию Пакистана примерно на 137 м. Индия заявляет, что заграждения возведены исключительно с целью препятствовать проникновению террористов и провозу оружия на территорию штата[6].
- Египет[5] в марте 2014 года приступил к строительству забора вокруг города Эль-Ариш (Синайский полуостров). Протяжённость забора составит 30 км. Проходы через заградительные сооружения будут оборудованы металлоискателями и детекторами по обнаружению взрывчатых веществ. Забор безопасности оснастят камерами видеонаблюдения. Стена вокруг Эль-Ариша возводится «в рамках борьбы с террором и для поддержания безопасности в регионе»[7].

### В Америке
- США на момент 2025 года продолжает строиться защитная стена на границе с Мексикой[8][9][10].

### В Африке
- Испания, по утверждениям Марокко, удерживает часть марокканской территории, окружив стеной город Сеута на севере Африки[11][12]. Эта система пограничных сооружений, отделяющих испанский полуанклав Сеута от королевства Марокко, построена в 2001 г. на средства ЕС с целью защиты Европы от неконтролируемого наплыва нелегальных мигрантов из Африки. Известна как Сеутская стена. Представляет собой параллельные заградительные сооружения 3-метровой высоты, защищённые колючей проволокой, между которыми устроен проход для пограничников. Стена оснащена видеокамерами, датчиками шума и движения, призванными выявить попытки пересечения стены со стороны нелегальных эмигрантов и контрабандистов[13].
- Система разделительных сооружений длиной более 2500 км в Западной Сахаре (между Марокко и САДР) разделяющая территории, контролируемые правительством Марокко и формированиями ПОЛИСАРИО. Известна под названием Марокканская стена. В общей сложности построено шесть крупных линий и две малых. Основу каждого вала составляет песчано-каменная насыпь высотой около трёх метров. Вдоль стен расположены минные поля, заграждения из колючей проволоки, сенсорные системы для обнаружения нарушителей, артиллерийские батареи и взлётно-посадочные полосы. Оборудованы радарные мачты, просматривающие территорию вне стен, система постоянно патрулируется[14][15].
- Между Ботсваной и Зимбабве.[источник не указан 4164 дня]

### В Европе
- Греция в 2014 году начала строительство на границе с Турцией для защиты от контрабандистов и нелегальных мигрантов стены высотой 2,5 м и длиной в 10 км. Сооружение снабжается двойным рядом колючей проволоки, а также камерами видеонаблюдения[16].
- Католическое и протестантское население Северной Ирландии отделено стеной друг от друга[17].
- Украина начала строительство стены на границе с Россией осенью 2014 года. Необходимость в этом возникла в ходе конфликта на Востоке Украины[18][19]. По мнению украинского правительства, строительство стены обосновано агрессией со стороны России.
- В свою очередь Россия на границе с Украиной по территории российского села Чертково, которое вплотную примыкает к украинскому селу Меловое, с 2015 по 2018 год проводила разделение границы заборами. Последним этапом стало постройка забора из колючей проволоки, прямо по улице Дружбы народов, разделив эту улицу пополам. По словам российской стороны, это было сделано во избежания провокаций со стороны Украины[20].
- Эстония и Латвия построили забор на границе с Россией[21][22]